# Jean-Jules Popinot
Jean-Jules Popinot est un personnage de La Comédie humaine d'Honoré de Balzac.

## Biographie de fiction
Il épouse une demoiselle Bianchon de Sancerre, ce qui fait de lui l'oncle par alliance d'Horace Bianchon. Son neveu, Anselme Popinot, deviendra par la suite le comte Anselme Popinot. Jean-Jules Popinot est l'image même du juge intègre et compétent, mais son honnêteté rigoureuse nuit à sa carrière. De 1806 à 1811, il fait de solides études de droit et, sur recommandation de Cambacérès, Napoléon Ier l'inscrit pour siéger à la Cour impériale de Paris. Il sera ensuite juge suppléant jusqu'à la Restauration. En 1815, après les Cent-Jours, il est nommé juge d'instruction. Il sauve alors Félix Gaudissart impliqué dans une conspiration contre les Bourbons.
Popinot devient pendant le Premier Empire juge au tribunal de première instance du département de la Seine, mais il sera rétrogradé au niveau de juge suppléant. Sous la Restauration il devient juge d'instruction. Balzac lui attribue le don de « seconde vue » qui lui permet de « deviner les ruses des Crispins du bagne, déjouer les filles les plus astucieuses, et faire fléchir les scélérats ». Il est considéré comme très habile dans l'art de faire parler les criminels.
En 1816, dans L'Interdiction il habite rue du Fouarre, à cette époque un quartier très pauvre. Il a une apparence négligée, toujours vêtu en noir et portant des habits usés et malpropres. « Le jour où il endossait un habit neuf, il l'appropriait à l'ensemble de sa toilette en y faisant des taches avec une inexplicable promptitude. » Il a « une tête de veau, douce jusqu'à la fadeur, mal éclairée par des yeux vairons, dénuée de sang, fendue par un nez droit et plat, surmontée d'un front sans protubérance, décorée de deux immenses oreilles qui fléchissaient sans grâce ». La seule chose positive à dire de sa physionomie est qu'il a « une bouche sur les lèvres de laquelle respirait une bonté divine ».
En fait, Popinot est un grand bienfaiteur des pauvres de son quartier. La rue du Fouarre ne lui plaît pas, mais il est nommé président de la commission extraordinaire chargée de distribuer des secours aux indigents. Ceci l'empêche de déménager. À cette même date, dans L'Envers de l'histoire contemporaine, il rend de grands services à madame de la Chanterie.
En 1818, dans César Birotteau, il est invité au bal de César Birotteau, et il examine avec soin le contrat de société qui lie son neveu Anselme au parfumeur. En 1826, il rentre parmi les juges civils, mais il n'a toujours pas la Légion d'honneur.
En 1828, dans L'Interdiction, il est commis par le président de la deuxième chambre pour interroger le marquis d'Espard. La marquise d'Espard a déposé une requête en interdiction contre son mari qu'elle accuse de dilapider sa fortune au profit de madame Jeanrenaud. À la demande d'Eugène de Rastignac, Horace Bianchon demande à son oncle de rendre d'abord visite à la marquise. Ce que fait le juge Popinot. Il s'aperçoit très vite que la marquise ment. À l'inverse, il voit tout de suite que madame Jeanrenaud ne ment pas. Le juge se va ensuite chez le marquis d'Espard, rue de la Montagne-Sainte-Geneviève. Là tout respire la sérénité et l'intelligence. Le juge Popinot comprend que la marquise d'Espard a manœuvré avec perversité et il s'apprête à en tirer les conclusions. Mais il est dessaisi du dossier par le garde des sceaux, au profit du juge Camusot. Il accueille son remplaçant avec un sourire ironique : il a parfaitement compris l'abus de pouvoir de la marquise.
En 1829, dans Splendeurs et misères des courtisanes, il signe l'ordonnance de non-lieu au profit de Lucien de Rubempré, mais trop tard pour empêcher le suicide du jeune homme. Devenu la Providence du quartier Saint-Marcel dans L'Envers de l'histoire contemporaine, il meurt en 1833.

## Présent également dans
- Honorine
- Splendeurs et misères des courtisanes, quatrième partie
- Le Cousin Pons